# Мухаммад-Эмин Ялцугский
Етим Эмин, (лезг. Етим Эмин; 1840, Ялцугар — 1880, там же) — лезгинский поэт. Основоположник лезгинской письменной литературы. Стихи писал на лезгинском, азербайджанском и арабском языках.

## Биография
Родился в 1840 году в ауле Ялцугар в семье кадия (судьи) Савзихана. Учился в медресе маллы Магомеда в селении Кеан. Из-за осложнившихся после смерти отца отношений с хозяином медресе в Кеане 15-летним юношей вынужден был перейти в медресе в селе Алкадар Абдуллаха-эфенди, который приходился близким другом покойному его отцу. В связи с совершением Абдуллахом-эфенди паломничества в Мекку и временным закрытием его медресе после года учёбы в его медресе перешёл в медресе другого друга отца — Исмаила-эфенди из села Вини Яраг (Верхний Яраг). После окончания ярагского медресе, получив титул «маллы», продолжал учёбу по индивидуальной программе у Исмаила-эфенди для получения титула «эфенди». Однако из-за сложностей, возникших с местными феодалами, вероятно, по причине острой социальной направленности его поэзии вынужден был оставить учёбу и на несколько лет покинуть пределы Кюринского округа, направившись на правый берег реки Самур. Осень 1862 года, после отхода Кюринского хана от управления ханством царской администрацией был назначен кадием семи сёл, включая его родное село. 16 июля 1871 года, пешком ночью возвращаясь в Ялцуг из окружного суда в Касумкенте, споткнулся, упал и поранил себе колено. Эта рана так и не зажила до конца его жизни, превратившись в неизлечимую болезнь всего организма, что в 1876 году его заставило оставить должность кадия. Умер в 1880 году в родном ауле Ялцуг.
В 15 лет он взял себе литературный псевдоним «Етим Эмин» («йатим» на арабском языке означает «сирота»). Поэзия Етима Эмина является закономерным порождением особой лезгинской культурной среды середины XIX в. и возникших к этому моменту условий для духовного развития народов на базе собственных культурных ценностей. Етим Эмин был одним из первых среди лезгин, кто стал писать стихи на родном языке, применяя арабский алфавит, но именно ему удалось превратить письменность в полноценный инструмент лезгинской культуры и этим заложить основы лезгинской литературы. «Преодолевая традиционное мировоззрение, Эмин вырвался из идей религиозно-этической трактовки образа человека и создал новый эстетический идеал» (Ф. И. Вагабова). Благодаря тому, что основой произведений Эмина стала не религиозно-этическая трактовка образа человека, а стал новый эстетический идеал, связанный с реальной жизнью, лезгинский народ увидел в произведениях Эмина свою природу, он признал в них свой идеальный эстетический образ. Етим Эмин в своих произведениях осуждал социальную несправедливость, выражал сочувствие обездоленным («Крик о помощи» и т. д.). Он протестовал против национального гнёта («Восстание 1877 г.»), мечтал о справедливом обществе, строе («Друзьям», «Миру»). Популярны его лирические стихи. Етим Эмин утвердил в лезгинской поэзии новые формы, в том числе восьмисложную силлабическую строку и рефренную рифму.

## Семья
- Дед, Севзихан из села Цилинг
- Отец, Савзихан б. Джалил б. Савзихан б. Абукар (Букар) ал-Цилингви ал-Йалцугви (ум. ок 1853/57) — мусульманский богослов из села Цилинг, ныне покинутое село в курахском районе Дагестана[16].
- Мать, Лейли — дочь служителя культа из села Кахцуг
- Брат, Абдулмелик (ум. ок. 1887 г.)
- Брат, Мухаммад-Неби (ум. в 1884 г.)
- Брат, Хусейн
- Сестра, Сувар
- Сестра, Фатимат
- Сестра, Кизхалум
- Сестра, Эйлихан

## Произведения и публикации
- «Наибу Хасану»
- «Где же»
- «[Подавление] восстания 1877 года»
- «Друзьям».

### Комментарии
1. ↑  Во времена поэта термин «азербайджанский язык» отсутствовал, а сам язык именовался в литературе как «татарский», «адербиджанский», «татарско-адербейджанское наречие», язык «кавказских татар» либо «тюркский»[3] (подробнее см. раздел «О названии»).